# 마이크로소프트 프레시 페인트
프레시 페인트(영어: Fresh Paint)는 윈도우 8의 마이크로소프트가 개발한 그림 그리기 프로그램으로, 2012년 10월에 윈도우 8의 런칭과 함께 출시되었다.

## 역사
프레시 페인트는 디지털 매체 위에 유화를 그리는 "프로젝트 구스타브"(Project Gustav)라는 이름의 마이크로소프트 리서치 프로젝트에서 기원하였다.

## 같이 보기
- 디지털 아트